# Gonomyia teucheres
Gonomyia teucheres är en tvåvingeart som beskrevs av Alexander 1957. Gonomyia teucheres ingår i släktet Gonomyia och familjen småharkrankar. Inga underarter finns listade i Catalogue of Life.